# Сивцев Вражек
Си́вцев Вра́жек — переулок в Центральном административном округе города Москвы между Гоголевским бульваром и Денежным переулком.

## Происхождение названия
Название XVII века произошло от оврага («вражка»), по дну которого текла небольшая река Сивка (или Сивец), известная с XIV века. Она впадала в тёкший вдоль стены Белого города ручей Черторый и название своё получила по «сивому» (серому) цвету воды. Длина реки составляла 0,8 км, заключена в трубу в начале XIX века. Сивцев Вражек несколько раз менял своё название и был Троицким, Протасьевским, Подьяческим. В 1910-х годах начал обозначаться Сивцевым Вражком.

## Примечательные здания и сооружения

### По нечётной стороне
- № 3/18 — доходный дом Шервуд-Верной (1898, архитектор И. С. Кузнецов)[2].
- № 9А — жилой дом для высших военачальников. Здесь жили генерал армии, Герой Советского Союза А. Ф. Щеглов[3], генерал армии, дважды Герой Советского Союза П. И. Батов, генерал армии, Герой Советского Союза, В. Ф. Маргелов, Маршал Советского Союза, заместитель министра обороны СССР (1972—1988) С. К. Куркоткин, генерал-полковник авиации Г. Ф. Байдуков[4], маршалы А. В. Геловани[5], Н. Ф. Шестопалов[6], заместитель министра обороны СССР (1986—1991) И. М. Третьяк[7], организатор военной медицины Е. И. Смирнов[8], поэт-переводчик А. М. Гелескул[9], скульптор Е. В. Вучетич.
- № 15—23/14,  памятник архитектуры (вновь выявленный объект) — ансамбль жилых домов «На Сивцевом Вражке» (нач. XX в., 1930-е, архитекторы И. Г. Кондратенко, Н. И. Жерихов, Д. С. Лебедев, Н. А. Ладовский (?))[10].
  - № 15 — (не сохранился) зимой 1890—1891 года в доме, стоявшем на этом месте, жил композитор С. В. Рахманинов.
  - № 15/25, стр. 1 — жилой дом (1932, инженер Д. С. Лебедев, архитектор Н. А. Ладовский (?))[10]. Здесь жили актёр Александр Кайдановский[11], литературовед Евгений Пастернак[12]. На фасаде дома 30 августа 2015 года и 17 апреля 2016 года были установлены мемориальные таблички «Последний адрес» писателя Владимира Яковлевича Зазубрина, инженера Ильи Моисеевича Либинсона, госарбитра Натана Арьевича Мера и автотранспортника Степана Степановича Перепёлкина[13] (ныне утрачены).
  - № 19 — доходный дом (1911, архитектор Н. И. Жерихов)[2]. Здесь в 1911—1912 годах жила поэтесса М. И. Цветаева, в начале 1912 г. — останавливался поэт М. А. Волошин[10]. В 1928—1954 годах в доме жил естествоиспытатель А. Л. Яншин[14].
  - № 21 — жилой дом (1931, инженер Д. С. Лебедев)[10]. 30 августа 2015 года и 3 июля 2016 года на фасаде дома были установлены мемориальные таблички «Последний адрес» служащих Михаила Исеровича Дыхне и Бориса Акимовича Штернберга[15].
  - № 21 — доходный дом (1909, архитектор И. А. Герман)[10].
  - № 23/14, стр. 1 — жилой дом (1903, архитектор И. Г. Кондратенко).
- № 25/9,  памятник архитектуры (утраченный) — на этом месте стоял дом поэтессы и писательницы Е. П. Ростопчиной, затем И. А. Яковлева[16], у которого жил его сын А. И. Герцен. В 1849 году здесь жил писатель С. Т. Аксаков, впоследствии в доме размещалась женская гимназия В. В. Ломоносовой. В 1990-х годах дом был продан югославской фирме «Техностройэкспорт», которая в октябре 1998 года снесла здание. В настоящее время памятник архитектуры заменён железобетонным «новоделом», в составе которого сохраняется сводчатая палата в цокольном этаже[17].

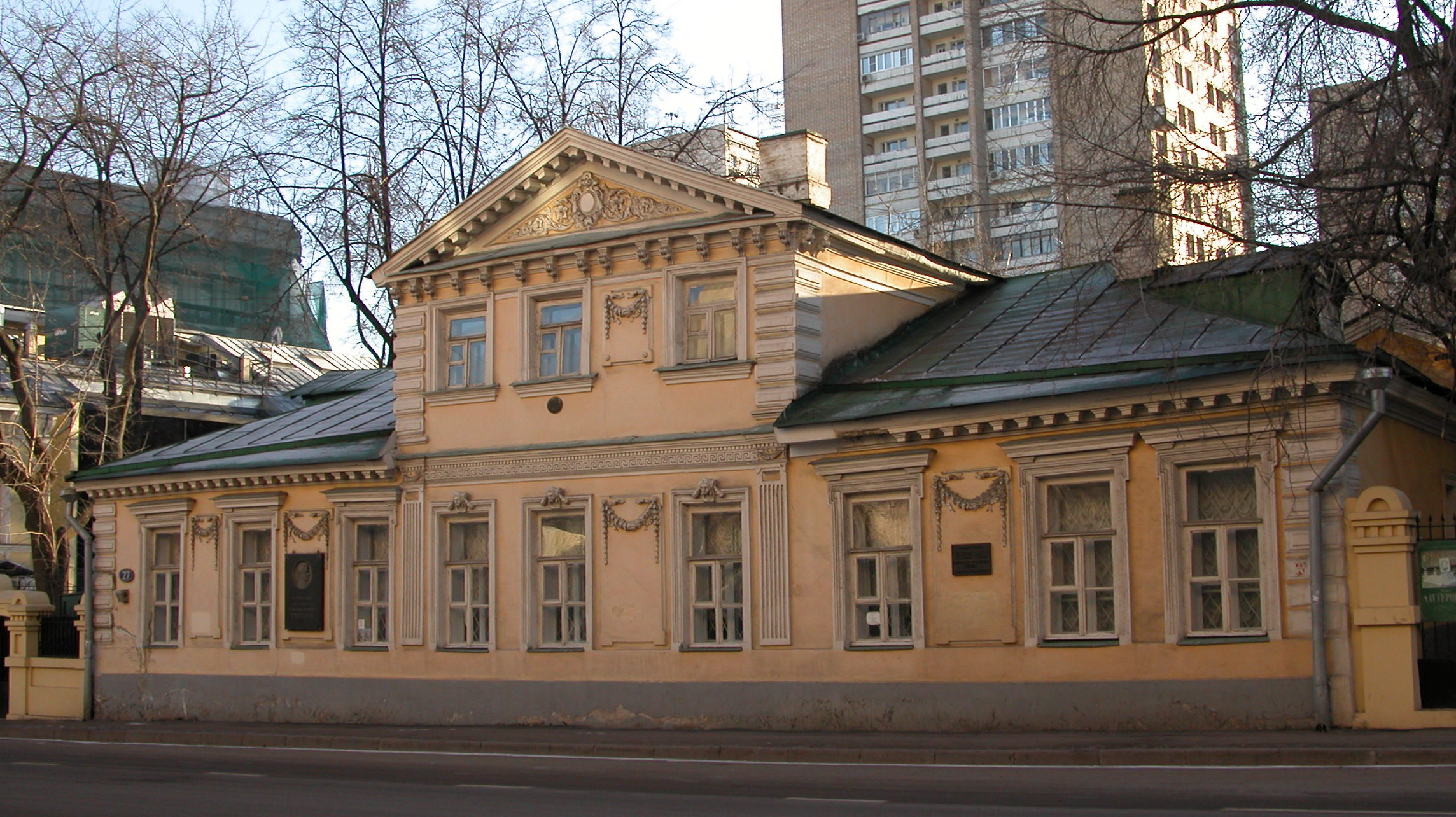
Дом-музей Герцена (№ 27)

- № 27,  памятник архитектуры (федеральный) — Дом-музей А. И. Герцена («Тучковский дом») — ампирный особняк с мезонином Павла и Александра Тучковых[16], позднее купленный И. А. Яковлевым. В 1843—1846 годах здесь жил А. И. Герцен. На доме находится мемориальная доска из чёрного гранита с портретом писателя (1957, скульптор П. В. Данилов)[10].
- № 29 — дом начальствующего состава Народного комиссариата морского флота, позднее командного и начальствующего состава Красной Армии (1929—1930, архитектор П. А. Голосов). Здесь жил Б. М. Шапошников[18].
- № 31 — жилой дом для высших военачальников. В доме жили советские военачальники А. М. Василевский[19], В. И. Варенников[20], И. Х. Баграмян (мемориальная доска, 1983)[21], А. Н. Ефимов[22].
- № 33 — жилой дом. Здесь долгое время жил и работал писатель М. А. Шолохов. В 1985 году на фасаде здания была установлена мемориальная доска (скульптор О. Комов, архитектор Е. Кутырев)[23].
- № 37/16 — жилой дом. Здесь жил советский государственный деятель Н. Н. Байбаков[24].
- № 41 — Мужская гимназия З. И. Шамониной (Лаборатории института Госсанинспекции им. Л. А. Тарасевича) (1884, архитектор К. И. Андреев — левая часть существующего здания; 1936—1937, архитектор Н. И. Транквиллицкий)[25].
  - № 41, стр. 2 — т. н. «дом Тарасевича», здесь жил врач Л. А. Тарасевич[26].
- № 43  771410312830005 — доходный дом Е. А. Шаблыкиной (1906—1907, архитектор Г. К. Олтаржевский)[27][10]. Здесь с 1920 по 1942 год в кв. № 12[10] жил художник М. В. Нестеров, о чём сообщает мемориальная доска, установленная на фасаде здания[28][29].
- № 45, стр. 1,  памятник архитектуры (вновь выявленный объект) — главный дом городской усадьбы (1783; 1823; 1887)[10].

### По чётной стороне
- № 4, стр. 1 — дом кооперативного жилищного товарищества «Научные работники» (1928—1930, архитектор А. В. Самойлов), выявленный объект культурного наследия. В 1930—1950-е годы здесь жили: академик-патофизиолог А. А. Богомолец (кв. № 4), учёный-микробиолог, получивший впервые в СССР образцы пенициллина, З. В. Ермольева (кв. № 8), композитор Н. Я. Мясковский (кв. № 11)[10], академик, заведующий кафедрой теории упругости МГУ Л. С. Лейбензон[30], механик и математик Н. Г. Четаев[31].
- № 6/2 — доходный дом (1885, архитектор Н. П. Краснов; 1913—1915, архитектор В. И. Дзевульский. До ареста в 1951 году в квартире № 10 жил бывший промышленник, владелец акционерного общества «Экипажно-автомобильная фабрика П. Ильин» П. П. Ильин[10].
- № 8 — доходный дом (1914, архитектор М. Д. Холмогоров)
- № 12,  ЦГФО — доходный дом В. Н. Никифорова (1914, архитектор В. Е. Дубовской, при участии Н. А. Архипова)[2][10]. В доме жили физико-географ Г. А. Авсюк[32], писатель и литературовед Ираклий Андроников[33].
- № 14 — жилой дом (2005[10]), ранее на этом месте находилась богадельня памяти Ю. Р. Трофимовича (1910, архитектор А. Ф. Мейснер)[2]
- № 18 — часовня Иверской иконы Божией Матери, построена в 1995 году при школе №1331 с этнокультурным грузинским компонентом[34].
- № 20 — жилой дом. Здесь жил скрипач Дмитрий Цыганов[35].
- № 22 — в 1880-х годах здесь жила актриса М. Н. Ермолова.
- № 24/2,  памятник архитектуры (вновь выявленный объект) — дом Т. Н. Вердеревского (1822, фасад — 1875, архитектор Д. Н. Чичагов)[16]. В 1831—1832 годах в этом доме жили Тургеневы; в 1822—1830 годах в доме жил и умер русский военачальник И. И. Алексеев; в 1830-х — 1840-х годах здесь жил декабрист А. Ф. Вадковский[10]

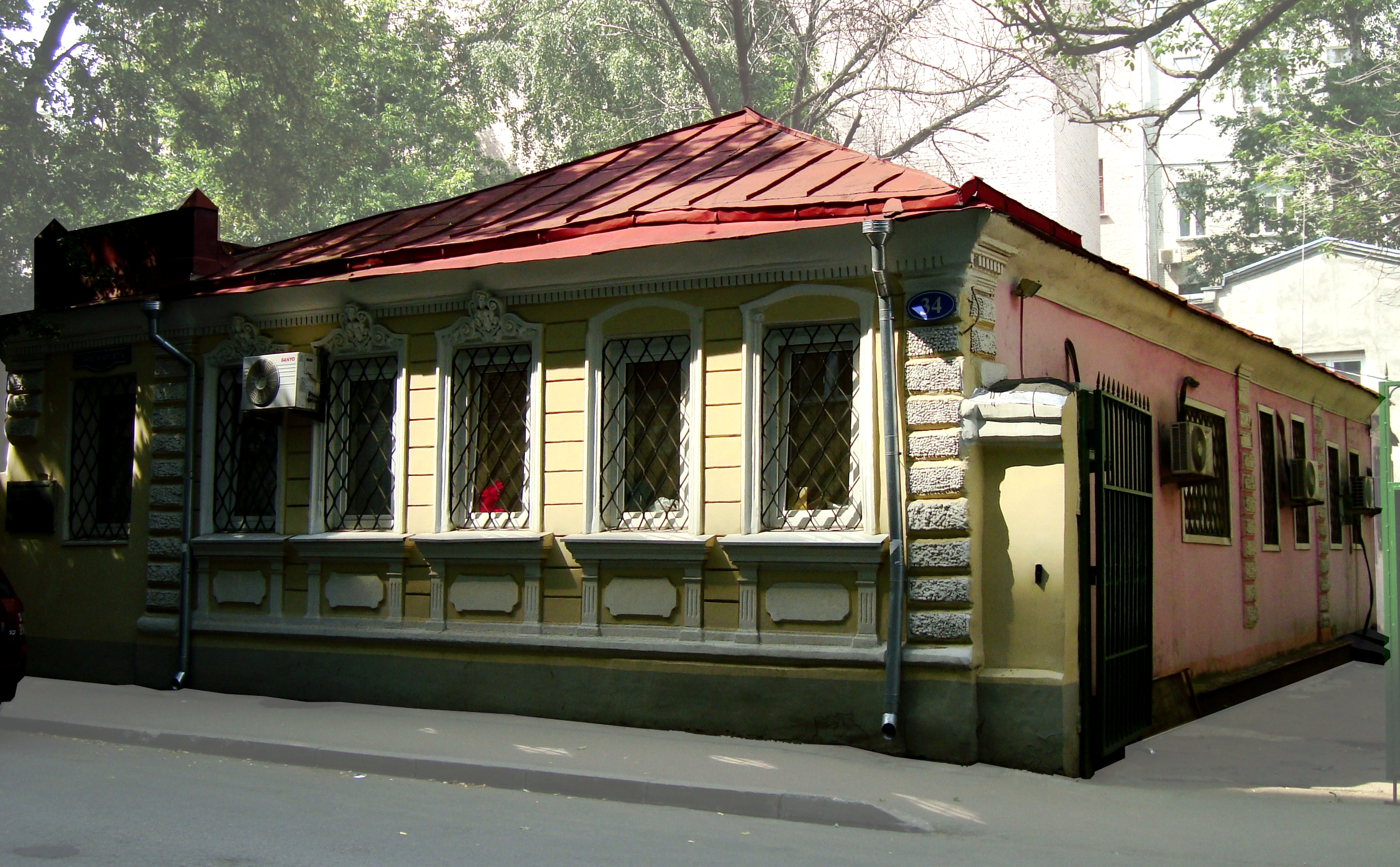
Главный дом городской усадьбы А. Д. Негуневой — Е. А. Ивановой — П. Н. Иванова (№ 34)

- № 26/28 — здание поликлиники № 1 Управления делами Президента РФ (бывшая поликлиника Четвёртого главного управления Минздрава СССР). На месте здания поликлиники, строительство которого начато в 1937 году, было прервано войной и закончилось только в 1950 году, раньше находились две усадьбы, С. И. Танеева и Ф. И. Толстого, внука прабабки Льва Николаевича. С 1917 по 1925 год в доме 26 располагался Институт экспериментальной биологии[36] Подотдел транспорта Наркомздрава и Общежитие НКЗ для принудработников[37].
- № 30, стр. 1,  памятник архитектуры (федеральный) — дом писателя С. Т. Аксакова (1822, на фундаменте палат И. Батурина, конец XVIII в.)[16][10]. На фасаде дома находится мемориальная доска с барельефным портретом писателя (1959, скульпторы М. Т. Климушина, В. М. Шишков, архитектор И. Н. Андрианов)
- № 32 — жилой дом (1838, 1860-е гг.[10])
- № 34, стр. 1,  памятник архитектуры (региональный) — главный дом городской усадьбы А. Д. Негуневой — Е. А. Ивановой — П. Н. Иванова (1830-е; 1850-е; 1870-е; 1910-е)[10]. В 1850—1851 годах здесь жил Л. Н. Толстой. Дом упомянут в романе «Война и мир». Здесь Лев Толстой впервые пытался написать первое серьёзное и большое произведение — «Повесть из цыганского быта».
- № 36/18,  ЦГФО — жилой дом (1833; 1863; конец XIX века)[10].
- № 38/19 — доходный дом В. О. Гаркави (1889, архитектор Р. И. Клейн). В доме жили филолог Д. Н. Ушаков и пианист К. Н. Игумнов[38].
- № 42 — владение потомственных почётных граждан Лопатиных — образец городского усадебного ансамбля Серебряного века[39]
  - стр. 1 — главный дом усадьбы (1901, архитектор В. А. Ковальский, надстроен в 1925 году)[10], внесён в Красную книгу Архнадзора (электронный каталог объектов недвижимого культурного наследия Москвы, находящихся под угрозой), номинация — запустение.[39]
  - стр. 4 — ледник (1911, архитектор К. Ф. Буров)[10]
  - стр. 5,  памятник архитектуры (региональный) — садовый павильон с садом (1911, архитектор К. Ф. Буров)[40].
- № 44/28,  памятник архитектуры (вновь выявленный объект) — доходный дом О. С. Петровской (1912, арх. Д. М. Челищев). Здесь проживал архитектор Д. М. Челищев (квартира № 5), квартиру А. Р. Изрядновой (№ 14) в 1920-е годы посещал поэт С. А. Есенин[10].

## Транспорт
- Станции метро: Кропоткинская, Смоленская (Арбатско-Покровская линия), Смоленская (Филёвская линия).
- Автомобильное движение (одностороннее от центра)

## В литературе и искусстве
«Сивцев Вражек» — роман Михаила Осоргина (1928). Переулок также упоминается в следующих литературных произведениях:
- «Война и мир», роман Льва Толстого (1863—1869);
- «Восстание», поэма Арсения Несмелова (1922);
- «Двенадцать стульев», роман Ильи Ильфа и Евгения Петрова (1927);
- «Театральный роман» («Записки покойника»), неоконченный роман Михаила Булгакова (1936);
- На Сивцевом Вражке после ухода из родительского дома жила Катя Татаринова, героиня романа Вениамина Каверина «Два капитана» (1944);
- На Сивцевом Вражке, в фамильном особняке жены Антонины, жил герой романа Бориса Пастернака «Доктор Живаго» (1945—1955);
- «Кира Георгиевна», повесть Виктора Некрасова (1961);
- Повесть «Сто лет тому вперёд» (1978) и рассказ «Можно попросить Нину?» (1970) Кира Булычёва;
- «Книга теней», роман Евгения Клюева (1996);
- «Не прощаюсь», роман Бориса Акунина (2018).